# Drozdovo
Drozdovo (en rus: Дроздово) és un poble de l'óblast de Vladímir, a Rússia, segons el cens del 2010 tenia 111 habitants. Pertany al districte municipal de Iúriev-Polski.